# 雪舟えま
雪舟 えま（ゆきふね えま、1974年10月7日 - ）は、日本の小説家、歌人。北海道札幌市生まれ。

## 経歴
藤女子大学文学部国文学科卒。大学在学中に小林恭二『短歌パラダイス』を読んで作歌を始め、北海道新聞の松川洋子選歌欄に投稿する。
1997年10月号から2013年9月号まで歌誌「かばん」に所属。
2001年刊行の穂村弘の歌集 『手紙魔まみ、夏の引越し（ウサギ連れ）』の「まみ」のモデルとなる。
2011年歌集『たんぽるぽる』刊行。同年よりバンド、スリリングサーティー（声：雪舟えま ギター：フジワラサトシ キーボード：ホソマリ）で活動。
2012年小説『タラチネ・ドリーム・マイン』刊行。

## 作品

### 歌集
- 『たんぽるぽる』（2011年・短歌研究社）（2022年・短歌研究文庫）
- 『はーはー姫が彼女の王子たちに出逢うまで』（2018年・書肆侃侃房）
- 『緑と楯 ロングロングデイズ』（2022年・短歌研究文庫）

### 小説
- 『タラチネ・ドリーム・マイン』（2012年・PARCO出版）
- 『バージンパンケーキ国分寺』（2013年・早川書房）（2019年・集英社文庫）
- 『プラトニック・プラネッツ』（2014年・ KADOKAWA/メディアファクトリー）
- 『幸せになりやがれ』（2015年・講談社）
- 『恋シタイヨウ系』（2016年・中央公論新社）
- 『凍土二人行黒スープ付き』（2016年・筑摩書房）
- 『パラダイスィー8』（2017年・新潮社）
- 『ナニュークたちの星座』 絵 カシワイ (2018年・アリス館)
- 『緑と楯 ハイスクール・デイズ』（2018年・集英社）（2020年・集英社文庫）
- 『うずたか氷(苺)を君と』（2021年・集英社文庫）
- 『地球の恋人たちの朝食』（2024年・左右社）

### 訳・翻案
- 『BL古典セレクション1 竹取物語 伊勢物語』現代語訳・BL翻案（2018年・左右社）

### 絵本
- 『3びきのこねこ マザーグースの詩をもとに』　絵 はたこうしろう（2013年・福音館書店）
- 『ものうりうた』　絵 植垣歩子 (2019年・福音館書店）

### 共著・アンソロジー
「」内が収録作品
- 『本をめぐる物語―栞は夢をみる』 （2014年・角川文庫） 「トリィ＆ニニギ輸送社とファナ・デザイン」
- 『トリビュート百人一首』（2015年・幻戯書房）4首の鑑賞と新解釈の短歌収録
- 『ファイン/キュート 素敵かわいい作品選』（2015年・ちくま文庫）「電」（タラチネ・ドリーム・マイン収録作品）
- 『桜前線開架宣言 Born after 1970 現代短歌日本代表』（2015年・左右社）作品56首収録
- 『十年後のこと』（2016年・河出書房新社） 「渡りに月の船」
- 『短歌タイムカプセル』（2018年・書肆侃侃房）作品20首収録
- 『短篇ベストコレクション　現代の小説2018』(2018年・徳間書店）「りゅりゅりゅ流星群」
- 『短編宇宙』（2021年・集英社文庫）「アンテュルディエン？」
- 『スプーンはスープの夢をみる』（2022年・筑摩書房）「銀河ボタン」（凍土二人行黒スープ付き収録作品）
- 『私たちの特別な一日: 冠婚葬祭アンソロジー』（2023年・創元文芸文庫）「二人という旅」
- 『ビールは泡ごとググッと飲め』（2024年・筑摩書房）「モンスターと夜景」（文庫版『たんぽるぽる』の「地球の恋人たちの朝食（抄）」収録作品）

### 自主製作の電子書籍
- 『地球の恋人たちの朝食』（2015年）
- 『緑と楯／楯と緑（ほか、全５話合本）』（2015年）※『緑と楯 ハイスクール・デイズ』刊行に伴い販売終了
- 『風もないのにラーブラブ　緑と楯イラスト・漫画集』（2018年）
- 『緑と楯　社会人篇』（2018年）※『緑と楯／楯と緑（ほか、全５話合本）』から『緑と楯』を除いたもの。
- 『雪舟えま2019年までの作品集』（2020年）
- 『みどたて作品集1（2014-2019）』（2020年）

### アルバム
- 朗読CD『臨月第3水曜日』（2010年・鳥獣虫魚）
- 朗読CD『こえもぎ舎制作』（2011年・三角みづ紀との共同制作）
- 音楽CD『ホ・スリリングサーティー』（2015年・鳥獣虫魚　スリリングサーティーとして）